# Hotel Babylon
Hotel Babylon is een Engelse serie die wordt uitgezonden door BBC, in Nederland op Net5 en in België op Canvas tot 2010 en sinds oktober 2010 op één. De serie is verfilmd van een boek, geschreven door de Engelse schrijver Imogen Edwards Jones.
Hotel Babylon begon op 19 januari 2006 met onder anderen Tamzin Outhwaite en Max Beeseley. In het derde seizoen verlieten een aantal personages de serie en kwamen er nieuwe voor terug. In het vierde seizoen doen drie nieuwe personages hun intrede. De kijkcijfers zijn gezakt van 5 miljoen naar 4 miljoen, wat vermoedelijk de reden is van het plotselinge stoppen van de serie. In een interview heeft actrice Alexandra Moen (PR-manager Emily James) dit bevestigd. De BBC heeft zelf geen oordeel gegeven over een vijfde seizoen, maar zegt ook niet te stoppen.

## Verhaal
Hotel Babylon is een vijfsterrenhotel waar alleen de rijkste en belangrijkste mensen binnenkomen. Het personeel gaat graag in op de vaak bizarre wensen van hun gasten, maar kunnen zelf met vreemde ideeën komen. De gasten die er komen doen wat ze zelf willen. Ze houden nachtenlange feestjes met prostituees, Arabische sjeiks slachten met gemak een schaap op hun kamer en sommige gasten gaan er gerust vandoor met elektrische apparatuur die op hun kamer is geïnstalleerd.
De serie laat zien hoe het personeel zelf over het hotel denkt. Wat vinden zij van hun gasten en hoe ver zijn ze bereid te gaan om hun gasten het maar zo goed mogelijk naar hun zin te maken?

## Rolverdeling
| Acteur            | Personage              | Functie                                                                     | Seizoen                |
| ----------------- | ---------------------- | --------------------------------------------------------------------------- | ---------------------- |
| Tamzin Outhwaite  | Rebecca Mitchell       | Hotel Manager                                                               | 1-2                    |
| Max Beesley       | Charlie Edwards        | Assistent-Manager (Seizoen 1 - 2) Hotel Manager (Afl. 3.1 - Afl. 3.5)       | 1-3 + episode 4.3      |
| Emma Pierson      | Anna Thornton - Wilton | Hoofd v/d Receptie                                                          | 1-4 (t/m aflevering 3) |
| Natalie Mendoza   | Jackie Clunes          | Hoofd v/d Huishouding                                                       | 1-3                    |
| Dexter Fletcher   | Tony Casemore          | Hoofd v/d Conciërgedienst                                                   | 1-4                    |
| Martin Marquez    | Gino Primorola         | Bar Manager                                                                 | 1-4                    |
| Michael Obiora    | Ben Trueman            | Assistent-Receptionist                                                      | 1-4                    |
| Ray Coulthard     | James Schofield        | Restaurant Manager                                                          | 1-4                    |
| Danira Govic      | Tanya Milhajlov        | Schoonmaakster (Seizoen 1 - Afl. 4.1) Hoofd v/d Huishouding (Afl. 4.2 - )   | 1-4                    |
| Michael Attwell   | Derek Crisp            | Portier                                                                     | 1                      |
| Ian Bonar         | Dave Wiltshire         | Piccolo                                                                     | 1                      |
| Paul Telfer       | Luke Marwood           | Assistent-Conciërge                                                         | 2                      |
| Alexandra Moen    | Emily James            | PR-Verantwoordelijke                                                        | 3-4                    |
| Lee Williams      | Jack Harrison          | Assistent-Manager (Afl. 3.4 - Afl. 3.5) Hotel Manager (Afl. 3.6 - Afl. 3.8) | 3                      |
| Anna Wilson-Jones | Juliet Miller          | Hotel Manager                                                               | 4                      |
| Nigel Harman      | Sam Franklin           | Hotel Eigenaar                                                              | 4                      |

## Personeel
Het personeel in Hotel Babylon is op het eerste gezicht normaal. Ze komen aardig, vriendelijk en geïnteresseerd over, maar zodra de gasten weg zijn, tonen ze hun ware gezicht.
- Hotelmanager Rebecca Mitchell doet werkelijk alles voor het hotel. Als er beroemdheden in het hotel verblijven, laat ze hen hun gang gaan, zodat ze graag terugkomen. Elk klein detail dat er voor kan zorgen dat het hotel publiciteit krijgt, pakt ze aan. Ze organiseert van alles om de gasten tevreden te houden. In de loop van de serie worden er meer kanten van haar ontdekt. Ze was getrouwd met Mark Thorne, maar is sinds kort gescheiden. Ze nodigt haar vroegere schoolvriendinnen uit, maar wanneer blijkt dat ze allemaal hun eigen leventje hebben en Rebecca voorbij zijn gelopen, toont ze emoties.
- Assistent Manager Charlie Edwards is de rechterhand van Rebecca. Hij moet ervoor zorgen dat alles in het hotel gladjes verloopt. Charlie is een eerlijke man die precies zegt wat hij denkt. Hij heeft iets gehad met zijn collega Jackie en is beste vrienden met andere collega Tony. Charlie is een loyale man, maar ook hij heeft zo z'n vreemde eigenschappen. Hij weet precies wat hij moet doen en zeggen om een gast te vleien. Hij organiseert in het hotel illegale pokerspelletjes voor het personeel en kan persoonlijk worden tegenover gasten die hij niet ziet zitten. Charlie is ook degene vanuit wiens zichtpunt de hele serie wordt verteld.
- Conciërge Tony Casemore heeft de baan van een simpele conciërge, maar betekent zoveel meer voor het hotel. Hij kent het hotel op z'n duimpje en als de gasten iets voor elkaar willen krijgen wat het hotel zelf niet verschaft, kan Tony er altijd aankomen, binnen 24 uur. Tony is een vriendelijke man, maar is vaak ontzettend sluw. Als de gasten hem niet zinnen, neemt hij gerust wraak op ze door laxeermiddelen in hun eten te roeren of door simpelweg hun hotelkamer onbewoonbaar te maken. Tony is een getrouwde man met kinderen en heeft altijd al het plan gehad om, buiten z'n salaris om, zo veel mogelijk fooi te verkrijgen om met pensioen te gaan op z'n 44e.
- Receptioniste Anna Thornton-Wilton is het ietwat arrogante hoofd receptie van Hotel Babylon. Ze krijgt genoeg aandacht van de mannen en maakt hier dan ook vaak misbruik van. Ze doet zich vaak belangrijker voor dan ze is. Ze probeert altijd zo veel mogelijk informatie over de gasten te verkrijgen, in de hoop hier geld aan te kunnen verdienen. Anna wordt vaak opgezadeld met de lastige en vervelende klusjes en laat ze dan ook regelmatig verslonzen, toch weet ze zichzelf er altijd uit te redden. Ze droomt ervan om een rijke gast aan de haak te slaan en vervolgens het leven te leiden wat zij denkt dat ze verdient.
- Hoofd huishouding Jackie Clunes is de vrouw in het hotel die ervoor zorgt dat de hotelkamers altijd in orde zijn. Alles moet perfect zijn, van een opgevouwen handdoek tot een chocolaatje op het hoofdkussen tot ijskoude drank in de minibar. Jackie is een warme, wat simpele vrouw die veel geeft om "haar" kamermeisjes. Vaak zijn deze jonge vrouwen illegaal overgekomen uit andere landen om in Engeland een bestaan op te bouwen. Als er op een keer inspectie langskomt om de achtergrond van de meisjes te checken, blijkt dat Jackie ook illegaal in Engeland woont. Jackie heeft in het eerste seizoen wat gehad met Charlie, maar ze zijn nu goede vrienden.
- Barman Gino Primorola is een half Italiaanse, half Spaanse man en trots op zijn identiteit. Hij wordt aangenomen vanwege zijn goede smaak voor cocktails, die ook vaak bij de gasten in de smaak vallen. Gino is een vrolijke man met het hart op de juiste plaats. Hij walgt soms van de acties die zijn collega's uithalen, maar als iemand iets bij hem voor elkaar probeert te krijgen, kan hij ook wraaklustig zijn. Sinds zijn komst is vooral Charlie een goede vriend van hem geworden. Omdat Gino soms te aardig kan zijn, geeft Charlie hem weleens een "reality check".
- Receptionist Ben Trueman is een jonge man die op mannen valt. Hij kan soms apart overkomen op de gasten, maar het personeel heeft respect voor hem. Ben komt in het hotel soms mensen tegen van wie hij hoopte ze nooit meer te hoeven zien. Hierdoor moet hij vaak genoeg de fouten in zijn verleden opnieuw onder ogen komen. Ben is een zacht eitje, maar er moet niet met hem worden gespot. Hij is goede vrienden met mede-receptioniste Anna en helpt haar ook vaak bij haar sluwe plannetjes.
- Restaurant Manager James Schofield moet een oogje in het zeil houden in het restaurant. Hij doet maar al te graag mee aan wraakacties die Tony verzint, omdat James nooit gewaardeerd wordt voor zijn werk door de gasten. James kan het niet helpen om neer te kijken op mensen die niet alle luxe kunnen betalen, maar doet dit om te verbergen dat hij zelf niet rijk is. Werken in Hotel Babylon is daarom een droom voor hem, omdat hij zich dan kan wanen in de wereld van luxe, geld en macht. James is vrienden met iedereen van het personeel en is daarom wel gewaardeerd bij zijn collega's.
- Stagiaire portier Luke Marwood is in opleiding om de deuren naar Hotel Babylon te openen en loopt daarom stage bij Tony. Niet iedereen heeft vertrouwen in Lukes kwaliteiten en trouw, maar Tony geeft hem een kans. Luke is een knappe, arrogante man die flirt met alle vrouwen die hij tegenkomt. Hij gebruikt zijn charmes en lichaam om gedaan te krijgen wat hij wil. Als Luke naaktfoto's van een gast steelt om die aan de pers te verkopen is de maat voor Rebecca vol. Ze ontslaat Luke en hoewel hij het eerst niet gelooft staat hij even later toch op straat.
- Schoonmaakster Tanya Milhajlov is een jonge vrouw die illegaal vanuit Bosnië is overgekomen. Ze is speciaal voor Jackie, omdat zij zich in Tanya herkent. Tanya doet soms dingen die niet door de beugel kunnen, maar ze is een goudeerlijke vrouw. Ze doet haar werk goed en wordt gerespecteerd door het personeel. Tanya heeft een triest verleden in Bosnië gehad. Zij en haar familie werden geterroriseerd door een dictator en ze zag haar familie vermoord worden door diezelfde man. Als ze hem later tegenkomt in het hotel, weet ze haar angst te overwinnen.

## Toekomst
In een interview van SFX Magazine met Alexandra Moen gaf zij aan dat er geen nieuw seizoen zal worden uitgezonden. Later bevestigde Danira Govic dit. BBC heeft nog geen uitlatingen gedaan over het eventuele annuleren van de serie.